# Sungaiterap
Sungaiterap (Sungaiterab, Sungai Terap, Sungai Terab) is een bestuurslaag in het regentschap Indragiri Hilir van de provincie Riau, Indonesië. Sungaiterap (Sungaiterab, Sungai Terap, Sungai Terab) telt 2075 inwoners (volkstelling 2010).